# Bulbul de collar blanc
El bulbul de collar blanc (Spizixos semitorques) és una espècie d'ocell de la família dels picnonòtids (Pycnonotidae). Es troba a la Xina, Taiwan i Viernam. Els seus hàbitats principals són els boscos temperats, els boscos tropicals i subtropicals de frondoses humits de l'estatge montà, els matollars temperats, els matollars humits tropicals i subtropicals les àrees urbanes i les àrees forestals fortament degradades. El seu estat de conservació es considera de risc mínim.